# Killi
Pour les articles homonymes, voir Porophyllum ruderale.
Taxons concernés
Dans l'ordre des Cyprinodontiformes
- Voir textemodifier

Killi est un nom vernaculaire ambigu désignant en français certains petits poissons.
C'est un nom issu du vieil hollandais kil pour petit ruisseau. Ce sont les colons hollandais arrivés en Amérique du Nord qui ont donné le nom de « killi » aux petits poissons qui occupaient les petits ruisseaux. D'où le nom de killifish utilisé en anglais et killi en Europe. Ce nom a été étendu à l'ensemble des Cyprinodontes ovipares qui recouvrent plusieurs familles ou sous-familles dont les noms scientifiques sont (Eschmeyer 1998):
- Nothobranchiidae
- Aplocheilidae
- Aplocheilichthyinae sous-famille de Poeciliidae (les autres sont vivipares)
- Cyprinodontidae
- Empetrichthyinae sous-famille de Goodeidae (les autres sont vivipares)
- Fundulidae
- Oxyzygonectinae sous-famille d'Anablepidae (les autres sont vivipares)
- Profundulidae
- Valenciidae

Au niveau aquariophile la diversité des poissons entre les genres, les familles, les sous-familles est parfois difficile à suivre tellement les avis scientifiques évoluent et souvent divergent. Il faut souvent se référer aux noms courants ou vernaculaires pour s'y retrouver. Les associations spécialisées développent parfois leur propre nomenclature (proche ou pas de la nomenclature scientifique). Les aquariophiles spécialisés dans la maintenance des killies sont appelés des killiphiles[réf. nécessaire].